# Zlatá Olešnice (okres Trutnov)
Obec Zlatá Olešnice (německy Goldenöls) se nachází v okrese Trutnov, kraj Královéhradecký. Žije zde 215 obyvatel.

## Historie
První písemná zmínka o obci pochází z roku 1297.

## Pamětihodnosti
- Kostel svaté Kateřiny
- Zaniklý hrad Bolkov